# Griekenland op de Olympische Zomerspelen 1968
Griekenland nam deel aan de Olympische Zomerspelen 1968 in Mexico-Stad, Mexico.

## Medailles
| Sport     | Olympiër             | Discipline               | Medaille |
| --------- | -------------------- | ------------------------ | -------- |
| Worstelen | Petros Galaktopoulos | -70kg Grieks-Romeins (m) | Brons    |

## Deelnemers en resultaten

### Atletiek
| Olympiër              | Discipline               | Resultaat | Prestatie                                                 |
| --------------------- | ------------------------ | --------- | --------------------------------------------------------- |
| Ioannis Virvilis      | 1500m (m)                | 37e       | serie 3: 8ste in 3.55,57                                  |
| Georgios Birmbilis    | 400m horden (m)          | 28e       | serie 4: 8ste in 52,6                                     |
| Evangelos Vlasis      | hink-stap-springen (m)   | 22e       | kwalificatie groep A: 11de met 15,71m                     |
| Ioannis Kousoulas     | hoogspringen (m)         | 20e       | kwalificatie groep B: 7de met 2,09m                       |
| Pantelis Nikolaidis   | polsstokhoogspringen (m) | 16e       | kwalificatie groep B: 5de met 4,80m                       |
| Christos Papanikolaou | polsstokhoogspringen (m) | 4e        | kwalificatie groep A: 2de met 4,90m finale: 4de met 5,35m |
| Georgios Lemonis      | kogelstoten (m)          | 17e       | kwalificatie groep B: 7de met 16,43m                      |

### Boksen
| Olympiër               | Discipline | Resultaat | Prestatie                                                                           |
| ---------------------- | ---------- | --------- | ----------------------------------------------------------------------------------- |
| Angelos Theotokatos    | -54kg (m)  | 17e       | 1ste ronde: vrij 2de ronde: V van AUS Rakowski: 2-3                                 |
| Evangelos Oikonomakos  | -67kg (m)  | 9e        | 1ste ronde: vrij 2de ronde: W van GBR Tottoh: 3-2 3de ronde: V van MEX Ramirez: 1-4 |
| Efstathios Alexopoulos | -81kg (m)  | 9e        | 1ste ronde: vrij 2de ronde: V van FRA Malherbe: 1-4                                 |

### Gewichtheffen
| Olympiër         | Discipline | Resultaat | Prestatie                                                                            |
| ---------------- | ---------- | --------- | ------------------------------------------------------------------------------------ |
| Khristos Iakovou | -75kg (m)  | DNF       | drukken: geen geldige poging                                                         |
| Stergios Tsoukas | -90kg (m)  | 14e       | drukken: 16de met 140kg trekken: 13de met 130kg stoten: 16de met 165kg totaal: 435kg |

### Schietsport
| Olympiër                    | Discipline          | Resultaat | Prestatie                        |
| --------------------------- | ------------------- | --------- | -------------------------------- |
| Lambis Manthos              | 50m geweer liggend  | 30e       | 591 punten: (98-99-99-98-98-99)  |
| Ioannis Skarafingas         | 50m geweer liggend  | 49e       | 587 punten: (96-96-99-97-99-100) |
| Alkiviadis Papageorgopoulos | 25m snelvuurpistool | 22e       | 582 punten: (290-292)            |
| Menelaos Mikhailidis        | skeet               | 9e        | 192 punten                       |
| Panagiotis Xanthakos        | skeet               | 8e        | 194 punten                       |
| Georgios Pangalos           | trap                | 25e       | 190 punten                       |
| Markos Tzoumaras            | trap                | 35e       | 187 punten                       |

### Waterpolo
| Olympiër | Discipline | Resultaat | Prestatie |
| --- | ---------- | --------- | --- |
| Andreas Garifallos Dimitrios Kougevetopoulos Georgios Palikaris Georgios Theodorakopoulos Ioannis Palios Ioannis Thimaras Kyriakos Iosifidis Nikolaos Tsangas Panagiotis Mathioudakis Panagiotis Mikhalos Thomas Karalogos | mannen     | 14e       | groep B: 7de V van Nederland: 5-9 V van Japan: 7-8 W van Verenigde Arabische Republiek: 7-6 V van DDR: 4-11 V van Mexico: 8-11 V van Joegoslavië: 1-11 V van Italië: 2-6 13-14de plek: V van Brazilië: 2-5 |

| Groep B |                               |             |             |             |             |            |            |            |        |
| #       | Land                          | Wedstrijden | Wedstrijden | Wedstrijden | Wedstrijden | Doelpunten | Doelpunten | Doelpunten | Punten |
| #       | Land                          | G           | W           | G           | V           | V          | T          | Saldo      | Punten |
| 1       | Italië                        | 7           | 6           | 1           | 0           | 48         | 21         | +27        | 13     |
| 2       | Joegoslavië                   | 7           | 5           | 1           | 1           | 65         | 18         | +47        | 11     |
| 3       | DDR                           | 7           | 5           | 1           | 1           | 66         | 22         | +44        | 11     |
| 4       | Nederland                     | 7           | 4           | 1           | 2           | 42         | 28         | +14        | 9      |
| 5       | Japan                         | 7           | 3           | 0           | 4           | 26         | 57         | -31        | 6      |
| 6       | Mexico                        | 7           | 1           | 1           | 5           | 27         | 56         | -29        | 3      |
| 7       | Griekenland                   | 7           | 1           | 0           | 6           | 34         | 62         | -28        | 2      |
| 8       | Verenigde Arabische Republiek | 7           | 0           | 1           | 6           | 21         | 65         | -44        | 1      |

| Ronde        | Datum       | Plaats      | Land | Score                         | Land |
| ------------ | ----------- | ----------- | ---- | ----------------------------- | ---- |
| Groepsfase   |             |             |      |                               |      |
| 14 oktober   | Mexico-Stad | Nederland   | 9-5  | Griekenland                   |      |
| 15 oktober   | Mexico-Stad | Japan       | 8-7  | Griekenland                   |      |
| 16 oktober   | Mexico-Stad | Griekenland | 7-6  | Verenigde Arabische Republiek |      |
| 19 oktober   | Mexico-Stad | DDR         | 11-4 | Griekenland                   |      |
| 20 oktober   | Mexico-Stad | Mexico      | 11-8 | Griekenland                   |      |
| 21 oktober   | Mexico-Stad | Joegoslavië | 11-1 | Griekenland                   |      |
| 22 oktober   | Mexico-Stad | Italië      | 6-2  | Griekenland                   |      |
| 13-14de plek |             |             |      |                               |      |
| 22 oktober   | Mexico-Stad | Brazilië    | 5-2  | Griekenland                   |      |

### Worstelen
| Olympiër               | Discipline  | Resultaat   | Prestatie |
| Vrije stijl            | Vrije stijl | Vrije stijl | Vrije stijl |
| ---------------------- | ----------- | ----------- | --- |
| Petros Triantafyllidis | -52kg (m)   | 13e         | 1ste ronde: W van ECU Solari: gediskwalificeerd 2de ronde: V van KOR Oh 3de ronde: V van IRI Ghorbani                                                                     |
| Nikolaos Karypidis     | -63kg (m)   | 4e          | 1ste ronde: W van PHI Senosa 2de ronde: W van GUA Garcia 3de ronde: vrij 4de ronde: V van TUR Akdag 5de ronde: V van IRI Seyed-Abbasi                                     |
| Stefanos Ioannidis     | -70kg (m)   | 13e         | 1ste ronde: V van PAK Taj 2de ronde: W van MEX Vargas 3de ronde: V van USA Wells                                                                                          |
| Grieks-Romeins         |             |             | |
| Vasilios Ganotis       | -52kg (m)   | 14e         | 1ste ronde: W van ITA Centuriono 2de ronde: V van BUL Kirov 3de ronde: V van FIN Vesterinen                                                                               |
| Othon Moskhidis        | -57kg (m)   | 4e          | 1ste ronde: W van YUG Čović 2de ronde: W van GUA Raxon 3de ronde: V van HUN Varga 4de ronde: W van KOR An 5de ronde: vrij 6de ronde: V van URS Kochergin                  |
| Nikolaos Lazarou       | -63kg (m)   | 13e         | 1ste ronde: W van POL Godyn 2de ronde: V van TCH Svec 3de ronde: V van TUR Alakoc                                                                                         |
| Petros Galaktopoulos   | -70kg (m)   | Brons       | 1ste ronde: W van MEX Tovar 2de ronde: W van GDR Pohl 3de ronde: W van POR Galantinho 4de ronde: W van KOR Seo 5de ronde: W van URS Sapunov 6de ronde: V van JPN Munemura |
| Dimitrios Savvas       | -78kg (m)   | 11e         | 1ste ronde: G van POL Ostrowski 2de ronde: W van USA Lyden 3de ronde: V van YUG Nenadic                                                                                   |

### Zeilen
| Olympiër                                                  | Discipline      | Resultaat | Prestatie                           |
| --------------------------------------------------------- | --------------- | --------- | ----------------------------------- |
| Panagiotis Kouligas                                       | finn            | 5e        | 71 punten: (15-12-8-5-1-DNF-4)      |
| George Andreadis Stavros Psarrakis                        | flying dutchman | 22e       | 151 punten: (21-21-19-19-20-DNF-15) |
| Odysseus Eskitzoglou Georgios Zaimis Anastassios Voyatzis | dragon          | 15e       | 109 punten: (14-10-8-16-18-8-17)    |

Afghanistan · Algerije · Amerikaanse Maagdeneilanden · Argentinië · Australië · Bahama's · Barbados · België · Bermuda · Birma · Bolivia · Bondsrepubliek Duitsland · Brazilië · Brits-Honduras · Bulgarije · Canada · Centraal-Afrikaanse Republiek · Ceylon · Chili · Colombia · Congo-Kinshasa · Costa Rica · Cuba · Denemarken · Dominicaanse Republiek · Duitse Democratische Republiek · Ecuador · El Salvador · Ethiopië · Fiji · Filipijnen · Finland · Frankrijk · Ghana · Griekenland · Groot-Brittannië · Guatemala · Guinee · Guyana · Honduras · Hongarije · Hongkong · Ierland · IJsland · India · Indonesië · Irak · Iran · Israël · Italië · Ivoorkust · Jamaica · Japan · Joegoslavië · Kameroen · Kenia · Koeweit · Libanon · Libië · Liechtenstein · Luxemburg · Madagaskar · Maleisië · Mali · Malta · Marokko · Mexico · Monaco · Mongolië · Nederland · Nederlandse Antillen · Nicaragua · Nieuw-Zeeland · Niger · Nigeria · Noorwegen · Oeganda · Oostenrijk · Pakistan · Panama · Paraguay · Peru · Polen · Portugal · Puerto Rico · Roemenië · San Marino · Senegal · Sierra Leone · Singapore · Soedan · Sovjet-Unie · Spanje · Suriname · Syrië · Taiwan · Tanzania · Thailand · Trinidad en Tobago · Tunesië · Turkije · Tsjaad · Tsjecho-Slowakije · Uruguay · Venezuela · Verenigde Arabische Republiek · Verenigde Staten · Vietnam · Zambia · Zuid-Korea · Zweden · Zwitserland